# Castiel (personaggio)
(Castiel a Claire nell'episodio Le cose lasciate in sospeso)
Castiel è un personaggio della serie televisiva Supernatural interpretato da Misha Collins. Con il suo arrivo, all'inizio della quarta stagione, viene introdotto nella serie il tema della religione cristiana.
È l'angelo che salva Dean dall'Inferno e successivamente aiuta lui e suo fratello Sam nella lotta contro le creature soprannaturali divenendo, oltre che un preziosissimo alleato, un amico fraterno dei due. Inizialmente il personaggio presenta una lieve empatia, dovuta al fatto d'interagire con Dean, ma in realtà, a differenza dello stereotipo cinematografico e televisivo, Castiel non incarna la figura dell'angelo custode ed è essenzialmente un guerriero, per quanto celeste. L'uomo che ospita lo spirito di Castiel si chiama Jimmy Novak.
Quando Dio lo riporta in vita dopo che Lucifero lo aveva ucciso alla fine della quinta stagione Castiel asserisce di essere passato a un livello di potere più alto, cioè quello di un Serafino.
Il personaggio ha avuto un buon responso da parte di critica e fan e i produttori esecutivi della serie lo hanno così promosso a personaggio regolare nella quinta e sesta stagione della serie, insieme a Jared Padalecki e Jensen Ackles. Nella settima l'attore Misha Collins è tornato ad avere un ruolo di guest star apparendo in un numero limitato di episodi. Nell'ottava stagione invece l'attore ritorna ad essere un personaggio regolare.

## Trama

### Quarta stagione
Dean Winchester viene riportato in vita dall'Inferno da un angelo di nome Castiel. Quest'ultimo tenta di comunicare con lui invano, in quanto la sua vera forma non è visibile e udibile dagli esseri umani. L'angelo prende quindi possesso del corpo di un uomo devoto a Dio di nome Jimmy Novak, che aveva pregato perché ciò accadesse. L'angelo, potendo ora comunicare con Dean, lo informa che è stato riportato in vita perché Dio ha del lavoro per lui: Lilith sta rompendo i 66 sigilli che permetteranno di liberare Lucifero e Dean è la chiave per fermarla.
Nel frattempo alcuni angeli muoiono improvvisamente, apparentemente per mano di Lilith. In seguito Castiel scopre che è l'angelo suo supervisore, Uriel, il responsabile: egli è infatti deciso a scatenare la guerra tra Paradiso e Inferno che porterà il primo sulla Terra. Anna Milton, un angelo caduto che ora risiede sulla Terra con forma umana, salva Castiel dalla morte sopraffacendo e uccidendo Uriel.
Castiel viene convocato in Paradiso per un raduno biblico, poco dopo aver tradito la fiducia di Anna e aver denunciato la sua presenza in Paradiso.
Quando i Winchester sono pronti a scontrarsi con Lilith, Castiel e l'angelo Zaccaria rallentano di proposito Dean, favorendo il piano di Sam di uccidere Lilith con i suoi poteri. Il ragazzo non sa però che così facendo ha aperto l'ultimo sigillo scatenando l'Apocalisse in Terra.
Castiel, convinto dalle parole di Dean, lo lascia andare quando è troppo tardi.

### Quinta stagione
Castiel spiega ai Winchester di essere ricercato dal Paradiso in quanto traditore, ma afferma di essere disposto ad aiutarli a fermare l'Apocalisse. Il suo piano consiste inizialmente nel trovare l'unico, secondo lui, in grado di far terminare l'Apocalisse: Dio.
Quando l'Arcangelo Raffaele gli rivela che Dio è morto, Castiel non gli crede e insiste nella sua ricerca fino a quando non viene a sapere da un essere celestiale di nome Joshua che è lo stesso Dio a volere la guerra tra Paradiso e Inferno.
Nello scontro finale, aiuta Sam ad attuare il suo piano di prendere possesso del corpo di Lucifero per poterlo riportare personalmente nella gabbia dove era stato rinchiuso. Castiel tenta di rallentare l'Arcangelo Michele con del fuoco sacro, ma viene ucciso da Lucifero poco dopo. Successivamente l'angelo torna da Dean affermando di essere stato resuscitato da Dio, salvando la sua vita e riportando in vita anche Bobby, morto nello scontro.
Il suo compito ora è di tornare in Paradiso e di riportare ordine dopo la scomparsa di Michele.

### Sesta stagione
Nella sesta stagione Castiel si impegna nel cercare il modo di aprire la porta del Purgatorio, per assorbire l'energia delle anime contenute in esso e ristabilire l'ordine in Paradiso e sulla Terra, per questo motivo stipula una alleanza con Crowley, divenuto Re dell'Inferno, all'oscuro dai fratelli Winchester. Sam, Dean e Bobby cominciano a sospettare dell'amico, e con un tranello lo rinchiudono in un cerchio di fuoco, e lo obbligano a raccontare tutta la verità; quando Dio riportò in vita Castiel (dopo aver sigillato Lucifero e Michele nella Gabbia) quest'ultimo ritornò in Paradiso per proclamare la pace, ma Raffaele, seguito da molti angeli, propose di ricreare l'Apocalisse. Castiel non era d'accordo, ma non poteva combattere contro l'arcangelo e quindi trova un alleato in Crowley, il demone gli propone di aprire la porta del Purgatorio e l'angelo accetta, e infine si scopre che fu una sua idea quella di liberare Sam dalla Gabbia. Tutti rimangono sbalorditi dal tradimento di Castiel, ma soprattutto Dean, e la cosa incrina l'amicizia tra i due. Balthazar, un angelo alleato di Castiel, lo tradisce per allearsi con i Winchester, a peggiorare le cose c'è il fatto che Crowley cerca di colpire Dean facendo del male alla sua ex Lisa e suo figlio Ben, Lisa ne esce quasi morta e Dean rimprovera Castiel; l'angelo per farsi perdonare salva la vita a Lisa e, sotto richiesta di Dean, toglie a Lisa e Ben tutti i ricordi che hanno su di lui. Scoperto il tradimento di Balthazar Castiel lo uccide e poi si prepara ad aprire le porte del Purgatorio, ma Crowley cerca di impedirglielo, infatti il demone si allea con Raffaele e i due cercano di fermare Castiel, ma l'angelo con uno stratagemma riesce a imbrogliarli e ad aprire le porte del Purgatorio. Assorbendo tutte quelle anime Castiel riesce a ottenere un potere enorme e uccide Raffaele, Sam cerca di pugnalare l'ex amico, ma il tentativo si rivela inutile, a quel punto i fratelli Winchester e Bobby completamente impotenti osservano Castiel mentre si proclama come nuovo Dio, ignaro che i suoi nuovi poteri gli stanno dando alla testa.

### Settima stagione
Dopo aver assaporato un potere quasi divino, il tramite di Castiel si consuma, facendogli prendere consapevolezza di come stia usando la nuova forza, e che il suo atteggiamento da Dio misericordioso con i fedeli e iracondo con i miscredenti è oltre quelle che erano le sue reali intenzioni.
Nel tentativo di far pace con Dean e di rispedire in purgatorio tutte le anime, la sua volontà viene divorata dai Leviatani che lo inducono ad annegarsi.
Castiel in realtà non muore, ma viene ritrovato nudo e senza memoria da una donna, che, credendolo un segno divino, lo sposa e gli dà nome Emmanuel (Dio tra noi); Castiel inizia quindi a esercitare la professione di guaritore sfruttando i suoi poteri angelici.
Grazie all'intervento di Dean e del demone Meg, riprende coscienza della sua identità angelica e del suo passato, e come espiazione accetta di prendersi a carico le ferite infernali di Sam, che lo portano in stato catatonico, fino alla comparsa del "nuovo profeta".
Il Castiel che si risveglia è pacifista e non intenzionato a risolvere direttamente quello che è il risultato dei propri errori, ma piuttosto a seguire le api.
Dean riesce comunque a convincerlo a entrare nel piano finale per uccidere i Leviatani, ma con l'omicidio del loro capo, sia Castiel che il cacciatore finiscono in Purgatorio.

### Ottava stagione
Castiel e Dean sono in Purgatorio, e lì incontrano il vampiro Benny, che si offre di aiutarli a scappare da lì tramite un passaggio che si è aperto grazie alla presenza di Dean, che essendo umano, il Purgatorio cerca di respingerne la presenza. Benny e Castiel dovranno passare attraverso Dean, il quale riesce a scappare insieme a Benny, mentre Castiel decide di rimanere in Purgatorio come penitenza dei suoi sbagli. L'angelo, inspiegabilmente, ritorna nel mondo dei vivi, è stata l'angelo Naomi a riportarlo indietro e, plagiando la sua mente, gli ordina di tenere sotto controllo i Winchester, mentre Castiel non ricorda mai niente delle sue conversazioni con Naomi. Castiel inizialmente decide di lavorare con i Winchester diventando pure lui un cacciatore, poi decide di stare da solo e aiutare le persone bisognose, e nel mentre, senza che se ne renda conto, svolge missioni per conto di Naomi. Quest'ultima dà a Castiel l'incarico di ritrovare il Verbo di Dio, la tavola dove sono trascritte le informazioni su come chiudere le porte del Paradiso. Castiel e i Winchester la trovano nella tomba di Lucifero, ma poi Naomi ordina a Castiel di uccidere Dean, l'angelo inizia a picchiarlo brutalmente, ma poi Dean lo aiuta a combattere il controllo mentale di Naomi ricordandogli che Castiel fa parte della "famiglia", e grazie alle parole del cacciatore, Castiel riprende la padronanza di sé, e scappa via con la tavola, nascondendosi da amici e nemici. Naomi e i suoi uomini gli danno la caccia, poi lo trovano, ma uno degli angeli di Naomi lavora segretamente per Crowley, il quale si palesa a Castiel e gli ruba la tavola. Castiel torna dai Winchester, i quali hanno rintracciato Metatron, colui che scrisse il Verbo di Dio, Metatron scappò dal Paradiso perché temeva che prima o poi lo avrebbero sfruttato dato che è l'unico che può tradurre la tavola. Metatron convince Castiel ad adempiere alle prove trascritte sulla tavola degli angeli per chiudere le porte del Paradiso, così la guerra civile che si sta svolgendo lì non coinvolgerà la Terra. Con l'aiuto di Metatron, Castiel porta a termine la prima prova, uccidere una creatura metà umana e metà angelo. Dean e Sam recuperano la tavola degli angeli da Crowley, poi Castiel chiede al profeta Kevin Tran di tradurre la tavola. Metatron viene rapito da Naomi, quindi Castiel chiede a Dean di aiutarlo nella seconda prova, prendere l'arco di un cherubino, e dopo aver superato anche la seconda prova, Naomi raggiunge Castiel dicendogli che Metatron lo ha ingannato perché le prove fatte da Castiel non servono a chiudere le porte del Paradiso, cosa confermata anche da Kevin, che traducendo la tavola non ha trovato niente sulle prove che Metatron ha fatto fare a Castiel. Naomi gli spiega che ciò che ha fatto Castiel è necessario per un incantesimo che Metatron userà per liberare il Paradiso dagli angeli, vincolandoli sulla Terra, poi Naomi si scusa con Castiel per come si è comportata, e gli dice che è nuovamente il benvenuto in Paradiso. Castiel torna in Paradiso, ma è troppo tardi, Metatron ha appena ucciso Naomi e poi cattura Castiel, il motivo per cui Metatron fa tutto questo è per la vendetta, sostenendo che per colpa degli angeli, lui si è visto costretto ad abbandonare il Paradiso, quindi prelevando la grazia di Castiel, dove è custodita la sua essenza angelica, Metatron usa lo speciale incantesimo di cui aveva parlato Naomi, e caccia via tutti gli angeli dal Paradiso, eccetto lui. Castiel si ritrova sulla Terra, mortale e senza poteri, poi alza lo sguardo e vede tante luci cadere sulla Terra, ognuna di esse corrisponde a un angelo caduto.

### Nona stagione
Castiel è costretto a vivere sulla Terra, senza poteri, inoltre gli angeli, che come lui sono vincolati nel mondo degli umani, diventano sempre più aggressivi, dividendosi inoltre in diverse fazione. Inizialmente Castiel, rassegnato, decide di mettersi in disparte, preferendo vivere una vita umana, ma poi capisce che deve aiutare i suoi fratelli. Castiel uccide l'angelo Teodoro, e assorbe la sua grazia, Castiel quindi riottiene i poteri angelici, anche se non potenti come quelli di prima. Castiel aiuta Dean a liberare Sam dal controllo di Gadreel, l'angelo che ha preso possesso del suo corpo, Castiel rivela che Gadreel è l'angelo che permise al Serpente di contaminare il Giardino dell'Eden, motivo per cui venne segregato nelle prigioni angeliche, da cui è avaso a causa della caduta degli angeli. Con l'aiuto di Crowley, Sam caccia via Gadreel dal suo corpo, Gadreel poi aiuta Metatron a convincere gli angeli sulla Terra a passare dalla sua parte, infatti Metatron ha deciso di permettere ai suoi fratelli di tornare in Paradiso, a condizione però che decidano di sottostare alla sua autorità, Castiel invece inizia a mettere in piedi un esercito di angeli, allo scopo di fermare Metatron. Castiel, capendo che in fondo Gadreel non è malvagio, cerca di convincerlo a passare dalla sua parte. Alcuni angeli si fanno esplodere, affermando di farlo in nome di Castiel per la sua causa, gli altri angeli non approvando il suo modo di fare, gli voltano le spalle, e quindi passano tutti dalla parte di Metatron, anche se in realtà Castiel non ha niente a che vedere con gli atti suicidi di quegli angeli, infatti erano stati manipolati da Metatron e Gadreel, quest'ultimo poi capisce che Metatron è solo un individuo crudele e ambizioso, quindi decide di aiutare Castiel portandolo in Paradiso. Intanto Metatron decide di attuare la seconda parte del suo piano, conquistare la Terra scendendo tra gli umani compiendo dei miracoli, in questo modo tutti lo vedranno come il nuovo Messia. Castiel e Gadreel vengono imprigionati nelle celle angeliche, ma Gadreel, con un estremo sacrificio, si fa esplodere, permettendo a Castiel di evadere dalla cella, poi lui distrugge la tavola degli angeli, la fonte del potere di Metatron, infine Castiel fa capire a tutti gli angeli del Paradiso che Metatron è solo un despota, i quali si schierano contro di lui. Metatron viene rinchiuso nelle prigioni angeliche, gli angeli sono dell'opinione che Castiel sarebbe un grande leader, ma lui preferisce rimanere un normale angelo, però adesso Castiel deve risolvere il problema che lo affligge, l'angelo si sta lentamente indebolendo, infatti deve ritrovare la sua grazia.

### Decima stagione
Castiel cerca di recuperare gli angeli che dopo la caduta sono rimasti ancora sulla Terra, tra l'altro la grazia dell'angelo Teodoro in suo possesso si sta affievolendo e lui rischia di morire. Crowley gli dà la grazia dell'angelo Adina, la quale voleva uccidere Castiel, e gli salva la vita. A causa del Marchio di Caino, Dean è diventato un demone, Castiel impedisce a Dean di uccidere Sam, quest'ultimo riaccende la sua umanità anche se il marchio rischia ancora di trasformarlo in un mostro, quindi Sam, con l'aiuto di Castiel, cerca un modo per distruggere il Marchio di Caino. In Castiel sorge il desiderio di vedere che fine ha fatto la famiglia del suo tramite umano, Jimmy, quindi trova sua figlia Claire la quale frequenta pessime compagnie, e nonostante l'odio che prova per l'angelo, accusandolo di avergli rovinato la vita portandogli via suo padre, segue il suo consiglio cercando di rigare dritto. Castiel e Sam fanno fuggire Metatron della prigione angelica sperando che lui sappia come distruggere il Marchio di Caino, Metatron non ha idea di come fare però confessa a Castiel di sarepe la posizione della sua grazia. Metatron porta Castiel nel luogo dove si trova la sua grazia così Castiel rientra in possesso dei suoi poteri, anche se Metatron scappa via. Claire, che vuole ricongiungersi con sua madre dopo che lei l'aveva abbandonata, riceve l'aiuto di Castiel, Sam e Dean, che scoprono che la donna è tenuta prigioniera dall'angelo Tamiel, un Grigori che si nutre della sua anima facendole rivivere l'illusione di ricongiungersi con Jimmy, alla fine Tamiel la uccide, poi Castiel lo affronta con l'aiuto dei fratelli Winchetser, ma alla fine è Claire a ucciderlo. I fratelli Winchetser chiedono alla loro amica Jody di prendersi cura di Claire, la quale abbraccia Castiel, a dimostrazione del fatto che ormai lo ha perdonato e che tiene a lui. Sam entra in possesso del libro dei dannati, dove sono trascritte le maledizioni più potenti, tra cui quella del Marchio di Caino, quindi la madre di Crowley, la strega Rowena, lo aiuta a decifrarlo e dopo aver scoperto quali sono gli elementi per distruggere il marchio, Castiel chiede aiuto a Crowley affinché possa trovare tutto l'occorrente. Rowena con l'incantesimo distrugge il Marchio di Caino, ma lancia una maledizione su Castiel, spingendolo ad aggredire Crowley.

### Undicesima stagione
Castiel è diventato violento e privo di autocontrollo a causa della maledizione di Rowena, ma quest'ultima, costretta dai Winchester, libera l'angelo dal sortilegio. Ora che il Marchio di Caino è stato distrutto l'Oscurità è stata liberata e con le sue spoglie umane si fa chiamare Amara. Castiel scopre da Metatron che l'Oscurità è la sorella di Dio, poi lui e Dean cercano di salvare Sam da Lucifero dato che quest'ultimo lo ha attirato nella gabbia dove lui è sigillato, ma Castiel libera Lucifero permettendogli di fargli da tramite dato che il Diavolo sembra essere l'unico che possa fermare Amara. Quest'ultima libera Castiel dalla possessione di Lucifero, comunque alla fine Dean impedisce ad Amara di distruggere il mondo permettendole di riconciliarsi con Dio.

### Dodicesima stagione
Nella dodicesima stagione Castiel continua ad aiutare Sam e Dean finché i tre non si imbattono in Kelly Kline, assistente del Presidente degli Stati Uniti la quale, mentre quest'ultimo era posseduto da Lucifero, concepisce con lui un figlio. Castiel decide, dopo non poche riflessioni, di aiutare la donna e il figlio che porta in grembo lo sceglie come protettore della madre: per questo Castiel otterrà brevemente un potere sufficiente ad uccidere il principe infernale Dagon. Nell'ultimo episodio Castiel viene ucciso da Lucifero, che lo pugnala con una lama angelica poco prima che Mary lo rinchiuda con sé stessa nella dimensione alternativa aperta dai poteri del nascituro.

### Tredicesima stagione
Castiel viene riportato in vita dal Nulla cosmico da Jack, il nephilim figlio di Lucifero che lo considera il suo vero padre; in seguito si allea proprio con il diavolo allo scopo di trovare un modo con cui fermare l'arcangelo Michele della dimensione alternativa, in procinto di giungere nel mondo per conquistarlo, ma i due vengono imprigionati dall'ultimo principe infernale Asmodeus. Successivamente riusciranno a fuggire e i due si scontreranno, ma sopravviveranno entrambi; Castiel continua quindi ad aiutare Sam e Dean.

### Quattordicesima stagione
Castiel aiuta Sam e Mary in assenza di Dean, ancora prigioniero di Michele, finché l'arcangelo non abbandona il corpo del cacciatore, che può quindi tornare dai suoi cari. Quando il gruppo riesce a localizzarlo lo affronta: Michele riesce a rientrare nel corpo di Dean, che però viene immobilizzato, e successivamente viene imprigionato nella mente di Dean. Quando Michele si libera viene ucciso da Jack, che gli ruba la Grazia consumando tutta la sua anima: Castiel osserva inizialmente i cambiamenti nel ragazzo senza dire nulla finché il nephilim non uccide Nick e Mary, cosa che lo costringe a rivelare la verità scatenando la furia di Dean. Jack quindi fugge e Castiel chiede aiuto al paradiso per ritrovarlo, ma quando scopre che Duma stava manipolando il giovane per fargli creare nuovi angeli usando gli umani la uccide. Successivamente lui e i Winchester si risolvono a dover uccidere Jack grazie all'arma fornita loro da Chuck (cui Castiel si era rivolto in preghiera poco tempo prima usando l'amuleto di Sam, ritrovato con l'aiuto di Anael) ma quando scoprono che tutto ciò che è capitato loro è stata solo una specie di serie televisiva personale che Chuck si è voluto creare, la divinità si infuria e uccide Jack liberando le anime infernali sulla Terra.

### Quindicesima stagione
In seguito alla liberazione delle anime infernali sulla terra, i Winchester e Castiel riescono a fermarli grazie al sacrificio di Rowena. Ma dopo essere stati vittima delle manipolazioni di Dio (Chuck). Castiel viene incolpato da Dean per la morte di sua madre Mary, cosi parte dal rifugio e aiuta una donna il cui figlio era stato rapito da un djinn ispira l'angelo a continuare a cercare di aiutare gli altri. Più tardi sacrifica la sua stessa vita, facendosi prendere dal nulla per salvare Dean da Morte; e confessa i suoi sentimenti per il cacciatore. Nel finale viene rivelato di come Jack lo abbia portato via dal nulla e insieme hanno rimodellato il paradiso.

## Poteri e abilità
Castiel è un angelo ed è dunque dotato di poteri eccezionali: col tempo diviene infatti un essere temuto sia dai suoi avversari che dai suoi stessi simili, anche perché dopo essere stato resuscitato da Dio passa dallo stadio di angelo comune a quello di Serafino. Ha dato prova di essere uno dei pochi capaci di infrangere il sigillo dei quattro anelli, dato che è riuscito a liberare Sam dalla gabbia di Lucifero. Dopo aver aperto le porte del Purgatorio ha assorbito tutte le anime che vi dimoravano ottenendo un potere addirittura superiore a quello di un arcangelo (tanto che riuscirà ad ucciderne uno, Raffaele) e che lui stesso definisce paragonabile a quello di Dio; avendo assorbito anche esseri potenti come i Leviatani, tuttavia, Castiel perderà il controllo di questi nuovi poteri poco dopo, per poi ritornare alla normalità.

## Caratterizzazione
Castiel generalmente presenta un'indole sobria, quasi stoica, mostrando poca empatia sia verso gli umani che le altre creature soprannaturali: sebbene, infatti, venga lasciato intendere che gli angeli non provano emozioni, Castiel spesso rivela un forte affetto nei confronti dei Winchester ma anche altri sentimenti quali rimorso, esitazione, rabbia e in un'occasione perfino senso dell'umorismo, ridendo a una battuta di Dean.
Secondo l'attore che lo interpreta, Misha Collins, Castiel "sta imparando un po' di umanità e ri-imparando qualcosa sulla sua stessa umanità grazie al rapporto con Dean": dopo aver incontrato i Winchester, infatti, l'angelo inizia a domandarsi che cosa siano veramente il bene e il male e se obbedire ciecamente agli ordini del Paradiso sia giusto o sbagliato. Secondo Collins l'interazione con i Winchester l'ha reso "più insicuro e fragile" e infatti Castiel invidia la sicurezza di Dean e desidera emularlo.
Nella quinta stagione, avendo perso del tutto i contatti col Paradiso, l'empatia di Castiel sembra essersi rafforzata: mostra per la prima volta ansia e impreca riferendosi all'arcangelo Raffaele come "la sua puttanella" e nella sesta stagione inizia a provare un certo interesse per l'intimità tra uomo e donna; nella nona stagione ha per la prima volta ha un rapporto sessuale con una donna, cosa che tra l'altro gli è anche piaciuta affermando di aver imparato molto sull'umanità, sui benefici e i sacrifici che da essa derivano.
Molto particolare è stato inoltre il legame tra Castiel e la demone Meg: i due inizialmente erano nemici mortali, essendo quest'ultima una lealista di Lucifero, ma quando si rivedono dopo che i Winchester si alleano con lei contro Crowley, Meg, per sottrargli la lama angelica da usare contro i cani infernali, bacia Castiel; sorprendentemente l'angelo ricambia il gesto e la demone ne rimane piacevolmente colpita. Quando Castiel si fa carico dei danni cerebrali di Sam, provocati dai ricordi nella gabbia di Lucifero, Meg decide di vegliare su di lui e quando si risveglia e inizia a comportarsi in modo strano e pacifista Castiel sembra essersi affezionato a lei e le sta vicino. Quando i Winchester liberano Meg dopo un anno di torture di Crowley, quest'ultima constata quanto entrambi siano cambiati: lei è diventata più buona mentre Castiel più cattivo. Castiel ammette che il loro bacio sia un bel ricordo per lui e Meg gli fa capire di voler avere un rapporto sessuale con lui più tardi, ma il dialogo viene interrotto dai Winchester. Poco dopo Meg, parlando con Sam e sacrificandosi per Castiel e i Winchester, fa capire di essersi sinceramente innamorata dell'angelo. Nella nona stagione, quando Castiel perde i suoi poteri e si nasconde dagli altri angeli, si fa chiamare "Clarence", il nome con cui era solita chiamarlo ironicamente Meg.
Contrariamente alla loro raffigurazione classica, Castiel e gli altri angeli non hanno il compito di aiutare le persone in difficoltà: nonostante abbia una coscienza e tenga all'umanità (reputa gli umani "opere d'arte"), Castiel è disposto a uccidere innocenti se necessario. Parlando del suo personaggio Collins dichiarò: "Credo che questi angeli siano basati almeno lontanamente su quelli biblici, che sono piuttosto brutali e non fanno altro che distruggere. Ho letto l'Apocalisse e gli angeli distruggono, distruggono, distruggono. Non c'è alcun riferimento a cherubini, arpe né ad altre cose del genere".

## Sviluppo
Collins originariamente pensò di fare un'audizione per un demone, poiché il creatore Eric Kripke non volle far sapere al casting call la sua intenzione d'introdurre la presenza degli angeli nella serie. Una volta che Collins ottenne la parte, Kripke lo informò che si trattava di un personaggio "che non è stato molto a contatto con gli umani. Ha osservato gli umani da lontano negli ultimi duemila anni, durante i quali non è mai sceso effettivamente sulla Terra. Quando interagisce con esseri umani, dunque, presenta un'ingenua curiosità nei loro confronti, che lo rende simile a un extra-terrestre". Allo stesso modo, il regista Kim Manners espresse il desiderio che Castiel fosse un tipo bigotto. Per l'aspetto di Castiel, Kripke si basò sul personaggio dei fumetti John Constantine.
Per prepararsi per la parte, Collins lesse il libro dell'Apocalisse e dichiarò di essersi basato su suo fratello minore, che ha «in lui qualcosa di angelico» e ha «quest'abilità di fissare negli occhi qualcuno, come se potesse cambiargli l'anima». Poiché la vera voce di Castiel è in grado di distruggere vetri, Collins decide di usare una «voce burbera e altisonante». Quando invece interpretò Jimmy Novak, l'umano che ospita nel suo corpo Castiel, Collins tentò di creare una distinzione tra i personaggi, sia nel portamento che nella personalità, usando una voce «più fanciullesca» per interpretare Jimmy.
A proposito delle più frequenti interazioni con gli umani nella quinta stagione, Collins ha commentato: «La cosa divertente è che Castiel non comprende gli esseri umani e come si comportano, e che lui è invece impassibile in qualsiasi situazione». L'attore ha inoltre detto di essere stato inizialmente esitante nel rendere Castiel un «personaggio divertente», ma che gli autori sono riusciti a trovare la «via giusta» perché le battute siano «più subdole» e «più credibili».

## Critica
Il responso della critica è stato estremamente favorevole. Castiel si classificò nono nella top ten dei migliori personaggi non protagonisti del 2008 stilata da TV.com.. Lo staff del sito TelevisionWithoutPity lo indicò come il personaggio televisivo più apprezzato della stagione 2008-09 e TV Squad lo definì «un angelo sottilmente imbarazzante e minacciosamente preciso» e dichiarò che la serie «ha fatto un magnifico lavoro nel vendere la sottile minaccia e il carattere vendicativo delle creature più celestiali di Dio». Karla Peterson del quotidiano The San Diego Union-Tribune descrisse l'ideazione di Castiel come «geniale» e l'attore Misha Collins come «favoloso». Ritenendo Castiel un «affascinante nuovo elemento», Diana Steenbergen di IGN classificò Castiel quarto nella sua lista delle "Dieci cose che amiamo di Supernatural". Dichiarò che Collins interpreta il ruolo con «sobria intensità», e «porta al personaggio un senso di curiosità nei confronti degli umani». Il rapporto dell'angelo con Dean fu una delle «cose più impressionanti della quarta stagione». Lodò in particolar modo la bravura di Collins nell'interpretare doppiamente Castiel e Jimmy Novak nell'episodio The Rapture, e a tal proposito scrisse: «È da attribuire all'interpretazione di Collins il fatto che gli spettatori si sono subito accorti che l'uomo che stavano guardando non era Castiel».
Il personaggio ricevette una critica positiva anche da parte dei fan. Collins credeva che il personaggio sarebbe stato solo uno dei tanti che aveva interpretato, e non si sarebbe mai aspettato una tale reazione da parte dei fan. Dichiarò che «l'entusiasmo che ha ricevuto è qualcosa di nuovo per lui, a cui non era affatto preparato». Il personaggio sarebbe dovuto rimanere solo per un arco di sei episodi,, ma la sceneggiatura venne modificata perché restasse per l'intera stagione. Quando Supernatural venne rinnovato per una quinta stagione, Collins venne promosso a protagonista. Scelta resa possibile, secondo lui, grazie all'approvazione dei fan.